# Sargas
Sargas ist die Bezeichnung für den Stern Theta Scorpii (θ Scorpii) im Sternbild Skorpion.
Sargas hat eine scheinbare Helligkeit von +1,86 mag und gehört der Spektralklasse F1 an, womit das System zu den 50 hellsten Sternen am Nachthimmel gehört. Die Entfernung von Sargas beträgt etwa 300 Lichtjahre. Er gehört zu den hellen Riesen.